# Nur Devlet
Nur Devlet, född okänt år, död 1503, var Krimkhanatets khan 1466–1467, 1467–1469 och 1475–1476 